# Casper Ware
Casper Ware (nacido el 17 de noviembre de 1990 en Cerritos, California) es un jugador de baloncesto estadounidense que pertenece a la plantilla del CSKA Moscú de la VTB United League. Con 1,78 metros de estatura, juega en la posición de base.

## Trayectoria deportiva

### Universidad
Jugó cuatro temporadas con los 49ers de la Universidad Estatal de Long Beach, en las que promedió 14,1 puntos, 4,2 asistencias y 2,5 rebotes por partido. Fue incluido en el segundo mejor quinteto de la Big West Conference en 2010, y en el mejor en los años posteriores, siendo además elegido Jugador del Año de la Conferencia.

### Profesional
Tras no ser elegido en el Draft de la NBA de 2012, firmó un contrato con el A.S. Junior Pallacanestro Casale de la Legadue italiana, donde jugó una temporada en la que promedió 21,3 puntos y 5,3 asistencias, siendo elegido mejor jugador del campeonato.
En agosto de 2013, firmó un contrato con la Virtus Bologna, con la que disputó 22 partidos, en los que promedió 11,7 puntos y 2,2 asistencias, equipo con el que rescindió el contrato en el mes de marzo. Poco después firmó un contrato por diez días con los Philadelphia 76ers de la NBA, contrato que le fue renovado otros diez días más. Disputó nueve partidos, en los que promedió 5,3 puntos y 1,1 asistencias.
En junio de 2014, regresó a los Sixers para disputar la NBA Summer League, en la que fue uno de los jugadores más destacados, promediando 19,0 puntos y 5,2 asistencias por partido.
El 24 de octubre de 2014, fue traspasado a los Brooklyn Nets a cambio de Marquis Teague y una selección de segunda ronda de 2019.
En 2015 juega en la Chinese Basketball Association, donde ha promediado 22.2 puntos, 5.0 rebotes y 4.6 asistencias. Tras su corta experiencia en lejano Oriente, 9 partidos, el base vuelve baloncesto europeo, donde ha jugado en el pasado dos temporadas en Italia y la campaña pasada en Alemania.
Fichó en septiembre de 2016 por los Washington Wizards, pero el 21 de octubre fue despedido, tras disputar tres partidos de pretemporada.
En la temporada 2017-18, juega en Francia en las filas del ASVEL Lyon-Villeurbanne.
En las siguientes temporadas se marcharía a Australia para jugar en Melbourne United en dos ocasiones y Sydney Kings durante dos temporadas, y entremedias tendría un breve paso en Polonia en las filas del Stal Ostrów Wielkopolski.
El 9 de septiembre de 2021, firma por el Enisey Krasnoyarsk de la VTB United League.
El 12 de marzo de 2022, firma por el PBC CSKA Moscú de la VTB United League.

## Estadísticas de su carrera en la NBA

### Temporada regular
| Año     | Equipo       | PJ | PT | MPP  | %TC  | %3P  | %TL  | RPP | APP | ROB | TPP | PPP |
| ------- | ------------ | -- | -- | ---- | ---- | ---- | ---- | --- | --- | --- | --- | --- |
| 2013–14 | Philadelphia | 9  | 0  | 12.9 | .429 | .333 | .833 | 1.0 | 1.1 | .9  | .0  | 5.3 |
| Total   | Total        | 9  | 0  | 12.9 | .429 | .333 | .833 | 1.0 | 1.1 | .9  | .0  | 5.3 |